# Marcello Guidi
Marcello Guidi (Cagliari, 6 de mayo de 1997) es un deportista italiano que compite en natación, en la modalidad de aguas abiertas.
Ganó una medalla de plata en el Campeonato Mundial de Natación de 2025 y tres medallas en el Campeonato Europeo de Natación, en los años 2024 y 2025.

## Palmarés internacional
| Campeonato Mundial | Campeonato Mundial   | Campeonato Mundial | Campeonato Mundial |
| Año                | Lugar                | Medalla            | Prueba             |
| ------------------ | -------------------- | ------------------ | ------------------ |
| 2025               | Singapur (Singapur)  | Medalla de plata   | Equipo mixto       |
| Campeonato Europeo |                      |                    |                    |
| Año                | Lugar                | Medalla            | Prueba             |
| 2024               | Belgrado (Serbia)    | Medalla de plata   | Equipo mixto       |
| 2024               | Belgrado (Serbia)    | Medalla de bronce  | 5 km               |
| 2025               | Stari Grad (Croacia) | Medalla de plata   | Equipo mixto       |